# 율정초등학교
율정초등학교(栗亭初等學校)는 대한민국 경기도 양주시에 있는 공립 초등학교이다.

## 연혁
- 2015.02.16 율정초등학교 준공
- 2015.03.01 율정초등학교 개교
- 2015.03.01 제1대 김재헌 교장 취임
- 2015.03.01 12학급 편성(254명)
- 2015.03.05 13학급 편성(259명)
- 2015.03.05 유치원 3학급 편성(42명)
- 2017.03.01 17학급 편성(247명)